# Euphorbia lividiflora
Euphorbia lividiflora är en törelväxtart som beskrevs av Leslie Larry Charles Leach. Euphorbia lividiflora ingår i släktet törlar, och familjen törelväxter. IUCN kategoriserar arten globalt som sårbar. Inga underarter finns listade i Catalogue of Life.

## Bildgalleri

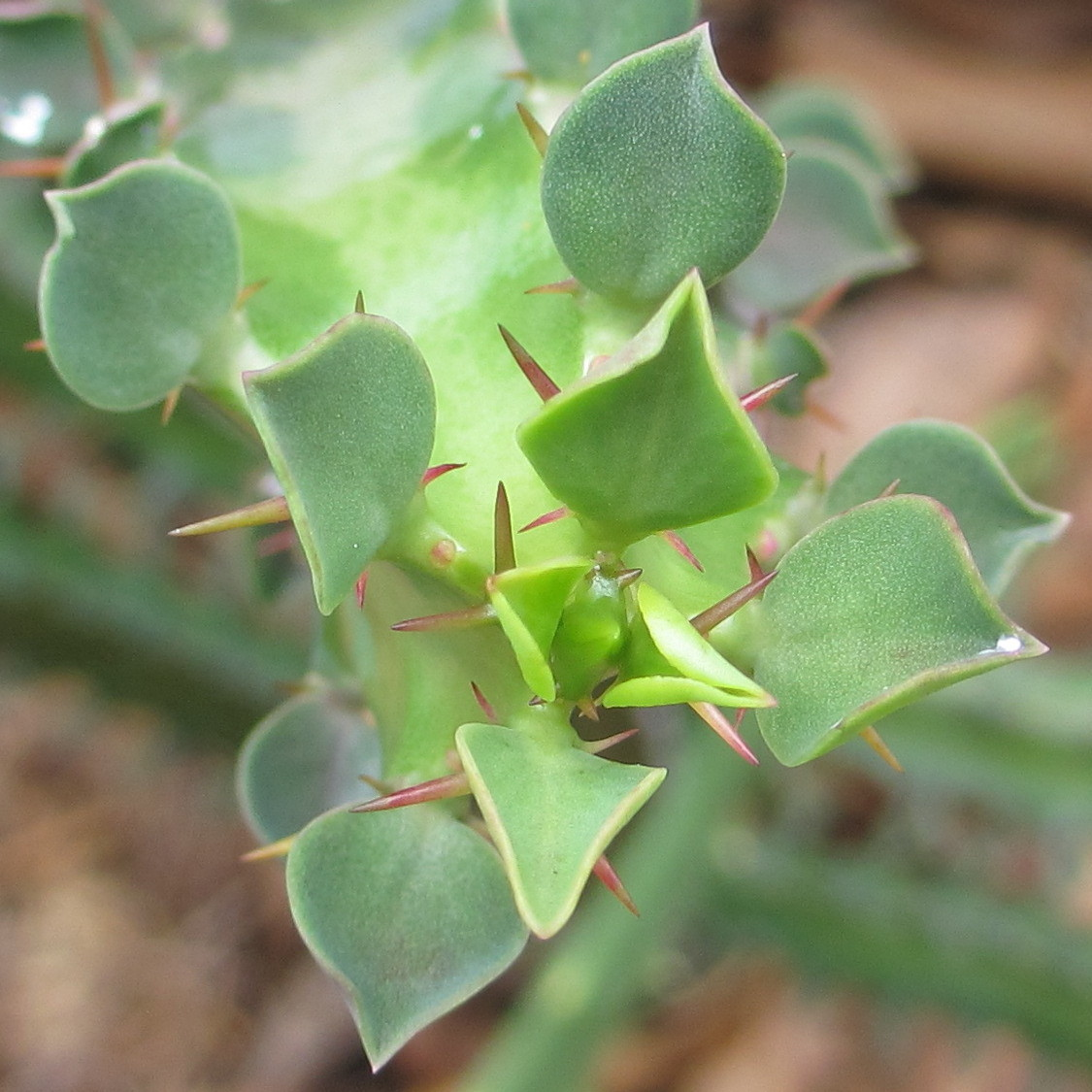
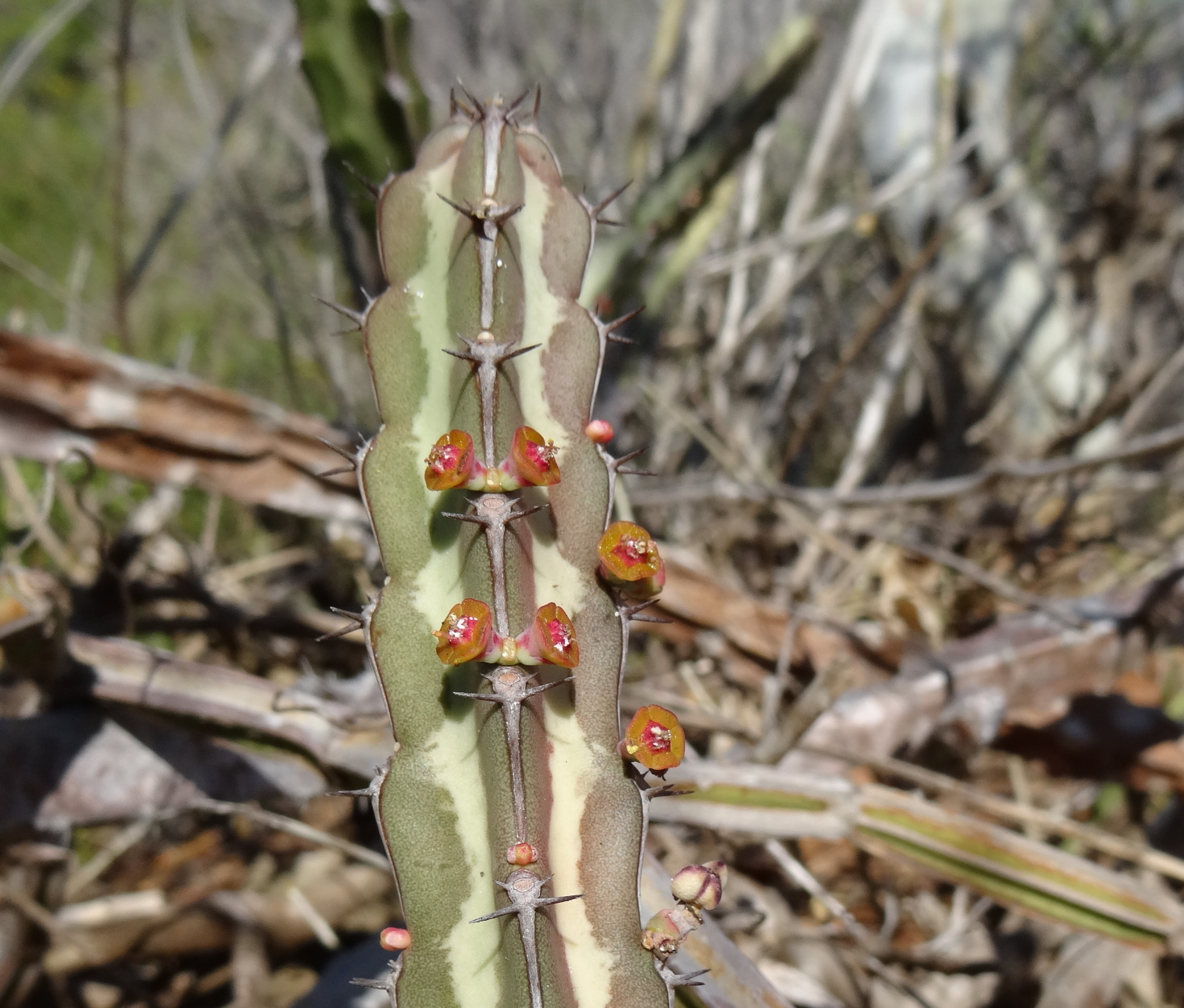